# Filip Gartner
Filip Gartner, slovenski smučarski trener, * 9. maj 1939, Češnjica pri Železnikih. 
Otroštvo je preživljal v Češnjici, kot drugi izmed desetih otrok. Po končani Srednji gozdarski šoli v Ljubljani, se je vpisal na današnjo Ekonomsko-poslovno fakulteto v Mariboru. Leta 1964 je postal sprva honorarni, nato pa od leta 1967 profesionalni trener v Smučarskem klubu Branik, kjer je deloval skupaj 14 let. Leta 1978 je postal trener jugoslovanske smučarske reprezentance. Naslednjih 24 let je treniral moške tehnične ekipe Jugoslavije, Avstrije in Norveške ter žensko reprezentanco Avstrije.
Njegov brat Aleš je bil prav tako smučarski trener. Upokojil se je leta 2002, vendar je še vedno ostal aktiven kot snežni kontrolor Mednarodne smučarske zveze. Živi v Mariboru.
Leta 2008 mu je Občina Železniki podelila plaketo za dolgoletno uspešno delo v vrhunskem športu in za prispevek k prepoznavnosti Slovenije v svetu, leta 2003 pa je s strani Mestne občine Maribor in Športne zveze Maribor za športne dosežke prejel Cizljevo plaketo.